# سیمگه
سیمگه ساعین (به ترکی‌استانبولی: Simge Sağın; زاده ۸ اوت ۱۹۸۱) خواننده، ترانه‌سرا و آهنگساز اهل ترکیه است از اوایل سال ۲۰۱۰، او شروع به ساخت آهنگ‌های پاپ ترک کرد و با انتشار تک آهنگ "Miş Miş" در سال ۲۰۱۵، به یکی از هنرمندان مشهور ترکیه تبدیل شد. 
سیمگه ساعین متولد شیشلیِ استانبول، تصمیم گرفت حرفه‌ای را در زمینه موسیقی دنبال کند و با حمایت پدرش در دانشگاه فنی استانبول هنرستان موسیقی ترکیه در استانبول ثبت نام کرد و تحصیلات موسیقی را فراگرفت. او پس از فارغ‌التحصیلی، پیش از انتشار اولین آلبوم خود Yeni Çıktı (۲۰۱۱) به عنوان آواز پشتیبان برای بسیاری از خوانندگان پاپ کار کرد و به کمک ایردیم منتشر شد. اولین موفقیت او موفقیتی را که برایش در نظر داشت کسب نکرد و موفقیت اصلی آن چهار سال بعد با تک آهنگ "Miş Miş" آمد که به مدت چهار هفته در T numberrkçe Top 20 به شماره یک تبدیل شد. پس از انتشار "Yankı" و "Ben Bazen"، نام او همچنان در بین سه گروه برتر در نمودار موسیقی ظاهر شد و آهنگ او "üpücem" در ترکیه به یک شماره یک تبدیل شد. اولین آلبوم استودیویی او بن بازن در سال ۲۰۱۸ منتشر شد و او به دلیل تنوع موسیقی خود از طرف منتقدان موسیقی ستایش شد.
سیمگه ساعین که تحت تأثیر سزان آکسو قرار داشت، عموماً ترانه‌های رقص-پاپ منتشر کرده‌ است. از سال ۲۰۱۵ ترانه‌های وی جزء پر مخاطب‌ترین برنامه‌ها در برنامه‌های رادیویی و تلویزیونی ترکیه بوده و در سال ۲۰۱۸ او به دومین هنرمند زن با بیشترین تعداد جریان در کشور تبدیل شد. وی موفق به کسب سه جایزه پروانه طلایی و دو جایزه موسیقی رادیو بوژازیچی شده و نامزدهای مختلف دیگری نیز دریافت کرده‌است.

## زندگی و شغل
۲۰۱۰-۱۹۸۱: زندگی اولیه و آغاز کار
سیمگه ساگین در ۸ اوت ۱۹۸۱ در شیشلی، استانبول به عنوان فرزند دوم والدینش به دنیا آمد. از طریق مادربزرگ مادری خود، تبار آلبانیایی دارد. پدر او همچنین نوازنده اهل آماسیا است. او همچنین یک خواهر و برادر کوچکتر نیز دارد. در ۱۲ سالگی شروع به نواختن گیتار و آهنگسازی کرد. سیمگه در دبیرستان از نظر دانشگاهی موفق نبود و به قول خودش "منزجر کننده، بد و کپی برداری بود. من قبلاً کپی‌های خود را روی پاها و مدادهایم می‌ساختم [برای تقلب]. من در ریاضیات، فیزیک و شیمی افتضاح بودم. ادبیات من خوب بود. " او تحصیلات خود را در زمینه موسیقی به عنوان فارغ‌التحصیل هنرستان موسیقی ITU ترکیه ادامه داد. او در موسیقی کلاسیک ترک تحصیل کرد و فرصتی برای همکاری با بسیاری از نوازندگان مانند علاء الدین یاواسکا و سادح الدین اوچلی در کالج گرفت.
او اولین تجربه حرفه ای خود را در ارکستر زینپ دیزدار به‌دست آورد. بعدها، او به عنوان آواز پشتیبان برای بسیاری از نوازندگان، از جمله گولشن، یاشار و سردار اورتاچ کار کرد. وی سپس در چند مکان به تنهایی شروع به اجرا کرد. او برای سریال تلویزیونی مادر آهنگ ساخت. آهنگ "آنم (مادر)" در بین ۲۰ آهنگ شنیده شده روی سیستم عامل‌های دیجیتال در سال ۲۰۱۰ بود. او همچنین در کارهای بسیاری از اعتبارات صفحه نمایش و موسیقی متن برای سریال‌های تلویزیونی، مانند پسر بهار (۲۰۰۸) کمک کرده‌است. بعدها، وی به عنوان یک خواننده پشتیبان در آلبوم‌های مختلف، از جمله Zirve دمت آکالین (۲۰۱۰) و Ama Bir Farkla (2007) گولسن کار کرد. در حالی که برای Serdar Ortaç کار می‌کرد، سیمگه ساگین با ایردیم ملاقات کرد که گفته می‌شود او به تولید آلبوم خودش کمک می‌کند.
۲۰۱۵-۲۰۱۱: ینی Çıkt "و" Miş Miş "
پس از یک سال کار با Erdem Kaynay، اولین آلبوم به نام EP EP Yeni Çıktı در در مارس ۲۰۱۱ توسط کایا موزیک منتشر شد. تک آهنگ اصلی آلبوم "Ödeme Vakti" همزمان با یک موسیقی همراه با موسیقی منتشر شد و در ادامه تصویری دیگر برای ترانه "Başı Dertte" منتشر شد. برای ارتقاء کار، سیمگه در برنامه‌هایی مانند نمایش بیض، دیسکو کرالی و هاکان بیگ حضور پیدا کرد. در مارس ۲۰۱۲، او در دومین جوایز Pal FM برنده جایزه بهترین هنرمند تازه‌وارد شد.] Yeni Çıktı موفقیتی را که سیمگه انتظار داشت را به همراه نیاورد و بعداً در زندگی حرفه ای خود با بیان این که این امر به دلیل "تبلیغات ناخوشایند" شکست خورده‌است، این شکست را توصیف کرد. نعیم دیلمینر از هریت اولین شرح سیمگه ساگین را در مقاله خود توصیف کرد و اظهار داشت: "کایا [تولید] هیچ تلاشی برای معرفی خواننده جوان نکرد و این خواننده نوجوان خوش صدای نمی‌تواند صدای او را به اندازه نیاز خود شنیده کند. "
سیمگه پس از اولین کار خود به اجرای خود ادامه داد و در سال ۲۰۱۳ قراردادهای فصلی را برای انجام هفتگی در اسکیشر و ازمیر امضا کرد. برای ادامه کار، او قرارداد جدیدی را با شرکت موسیقی Doğan منعقد کرد و تک آهنگ "Bip Bip" را در سپتامبر ۲۰۱۴ منتشر کرد."Bip Bip" موفقیت بیشتری نسبت به ترانه‌هایی که او سه سال قبل از آن منتشر کرده بود، و او را در بازار موسیقی معرفی کرد و به قول سیمگه، "خواننده فراموش شده" را به زندگی بازگرداند. برای موسیقی فیلم ترانه، به کارگردانی نیهات آداباسی، سیمگه ساگین مبلغ قابل توجهی را خرج کرد و او را با تعادل ۳۰٬۰۰۰ پوندی در کارت اعتباری خود قرار داد، که او همچنان برای مدت زمانی بازپرداخت خود را پرداخت می‌کرد.
سیمگه ساگین کار خود را با انتشار نسخه جلد آهنگ Riff Cohen "Dans mon quartier" ادامه داد که با نام "Miş Miş" به ترکی تبدیل شد و در ژوئن ۲۰۱۵ منتشر شد. این آهنگ در صدر جدول Türkçe Top 20 برای چهار عدد قرار گرفت، و سیمگه را به‌طور گسترده‌ای در داخل کشور شناخت و این امکان را برای او فراهم کرد تا تا پایان سال ۲۰۰ کنسرت برگزار کند. بر اساس گفته‌های Telifmetre، این ترانه پخش شده‌ترین آهنگ در رادیو و تلویزیون در نیمه دوم سال بود. این ترانه در بسیاری از مراسم‌های اعطای جوایز از جمله جوایز Golden Objective که توسط انجمن روزنامه نگاران مجله برگزار می‌شود، به عنوان "بهترین آهنگ" انتخاب شد، در حالی که خود سیمگه در تعدادی از مراسم‌های جایزه از جمله ۴۲مین جوایز پروانه طلایی به عنوان "بهترین نوازنده تازه وارد" برگزیده شد. شرکت موسیقی Doğan همچنین به عنوان یکی از "آهنگ‌های شنیده شده سال ۲۰۱۵ بر روی سیستم عامل‌های دیجیتال" به "میش میش" لوح طلایی داد.
۲۰۱۶ - در حال حاضر: "Yankı" و بن بازن
پس از انتشار «میش میش»، فعالیت سیمگه با دو تک آهنگ به مدت دو سال ادامه یافت. در ژانویه سال ۲۰۱۶، او دومین تک آهنگ "Yankı" خود را منتشر کرد، که در لیست‌های رسمی به شماره ۲ رسید و مورد تحسین منتقدان قرار گرفت. طبق گفته‌های Telifmetre , "Yankı" پخش شده‌ترین آهنگ در رادیو و تلویزیون از ژانویه تا سپتامبر ۲۰۱۶ بود. در جوایز ستارگان سال، که توسط دانشگاه فنی یلدز برگزار شد، به این ترانه جایزه آهنگ بیشترین دوست (Liked Song) اهدا شد. موزیک ویدیوی این آهنگ در سال ۲۰۱۶ به نهمین ویدیوی پر بازدید ترکیه در یوتیوب در ترکیه تبدیل شد. در ژانویه سال ۲۰۱۶، او همچنین در فیلم Her Şey Aşktan مهمان شد. در ماه مه، وی در وودافون آرنا در طی مراسمی که به افتخار قهرمانی بشیکتاش در Süper Lig برگزار شد، اجرا کرد. دو ماه بعد، وی "کامره" را منتشر کرد، نسخه ای از ترانه بالیوود "Badtameez Dil" از فیلم Yeh Jawaani Hai Deewani (2013). موزیک ویدئو ایجاد شده برای این آهنگ بر اساس موضوع سفر زمانی و هزینه ۲۰۰۰۰۰ پوند ساخته شده‌است. در ۴۳مین جوایز پروانه طلایی و چهاردهمین جوایز موسیقی رادیو بوشازیچی به عنوان "بهترین کلیپ ویدیویی" معرفی شد، دومین عنوان آن برنده شد. اگرچه "کامراً در ۴۳مین جوایز پروانه طلایی هیچ جایزه ای کسب نکرد، اما به سیمگه ساگین جایزه ستاره درخشان داده شد. در همان سال، او در تعدادی از تبلیغات برای دایچمان بازی کرد.
وی در ژانویه سال ۲۰۱۷ تک آهنگ "Prens & Prenses" را منتشر کرد. چند ماه بعد، وی در مصاحبه خود دربارهٔ شخصی صحبت کرد و از او به عنوان "دختر من" یاد کرد، که در نتیجه تعدادی از تبلورها دربارهٔ کودک پنهان خود گزارش دادند. به دنبال وقفه این خبر، وی مجبور شد بیانیه ای را منتشر کند و گفت که هنگام استفاده از عبارت "دختر" در واقع به خودش مراجعه می‌کند. وی علیه جیم آیدینلی دادخواستی ارائه داد که ادعا کرده بود که سیمگه دارای یک کودک است که او را از بین مردم مخفی کرده بود، اما توافق کرد که در ازای دادن چهار صندلی چرخدار برقی توسط آیدینلی به بنیاد اوتیسم توهوم، شکایت خود را پس بگیرد. پس از امتناع آیدینلی از پذیرش پیشنهاد او، پرونده علیه وی بازماند و در اوت سال ۲۰۱۹ حبس وی به مدت ۴٫۵ سال درخواست شد. او در پایان سال ترانه "Üzülmedin mi؟" به عنوان تک آهنگ اصلی از اولین آلبوم استودیویی اش. این ترانه در اولین هفته از انتشار، صدر جدول ۲۰ تا از بهترین‌های ترکیه قرار گرفت و در پانزدهمین جوایز موسیقی رادیویی Boğaziçi جایزه "بهترین آهنگ" را به دست آورد.
در ژوئن سال ۲۰۱۸، اولین آلبوم استودیویی وی بن بازن منتشر شد. آهنگ "üzülmedin mi؟" این آلبوم در دسامبر سال ۲۰۱۷ به عنوان یک آهنگ تبلیغاتی منتشر شده بود، و موزیک ویدیوی آن به عنوان دنباله نهایی داستان نمایش داده شده در موسیقی فیلم‌ها برای "Prens & Prenses" و "Yankı" ساخته شد. در طی مراحل آماده‌سازی این آلبوم که به مدت چهار سال به طول انجامید، سیمگه ساگین با نام‌هایی چون Alper Narman , Ersay Üner , Onurr و Sezen Aksu کار کرد. منتقدان موسیقی از تنوع موسیقی در این آلبوم تمجید کرده و خاطرنشان کردند که این موفقیت به دلیل یک کار تیمی موفق ظاهر شد. ترانه‌ای که نام این آلبوم را به خود اختصاص داده‌است، در ترکیه به اوج شماره سه رسید و یک موسیقی ویدیو برای آن سه روز پس از انتشار این آلبوم منتشر شد. موزیک ویدیوی دیگری بعداً برای ترانه "üpücem" منتشر شد که سرانجام در فهرست موسیقی رسمی ترکیه در رتبه نخست قرار گرفت. طبق گفته Telifmetre، سیمگه ساگین دومین هنرمند زن بود که بیشترین تعداد پخش در رادیو و تلویزیون را در سال ۲۰۱۸ داشت. در همان سال، او در جوایز پروانه طلایی نامزد دریافت جایزه بهترین هنرمند زن موسیقی پاپ شد. چهارمین موزیک ویدیوی بن بازن با نام "Aşkın Olayım" (اونور) در فوریه ۲۰۱۹ منتشر شد و پس از آن موزیک ویدیو برای "Yalnız Başına" در اکتبر ۲۰۱۹ منتشر شد. در سال ۲۰۱۹، سیمگه سایین از جمله هنرمندانی بود که در آلبوم اوزان دوغولو 130 Bpm Kreşendo به نمایش درآمد و آهنگ "Ne Zamandır" را اجرا کرد، که توسط ارسای آنیر نگارش و آهنگسازی شده‌است. یک موزیک ویدئو برای این آهنگ بعداً در فوریه ۲۰۱۹ منتشر شد. مایک منیسمن از مایلیت معتقد بود که این ترانه "طعم آهنگ‌های گولسین. دلپذیر، باحال، اما همچنین مدرن" است. در اوت ۲۰۱۹، تک آهنگ سیمگه سایین "As Bayrakları" توسط شرکت موسیقی Doğan منتشر شد. این ترانه، که توسط اونور سروده شده و توسط خود آنور و سیمگه سایین ساخته شده‌است، به همراه یک موزیک ویدیو به کارگردانی Seçkin Süngüç منتشر شد. در اکتبر سال ۲۰۱۹، موسیقی ویدیویی دیگری از بن بازن منتشر شد. این ویدئو، ساخته شده برای آهنگ "Yalnız Başına"، در شهر نیویورک ضبط شده‌است. چهار فیلم موسیقی نهایی آلبوم "Pes Etme" , "Ram Ta Tam" , "Oster İnan İster İnanma" و "Gülümseyişinle Uyandım" در ۲۵ فوریه ۲۰۲۰ به‌طور مشترک منتشر شد. .

## هنر

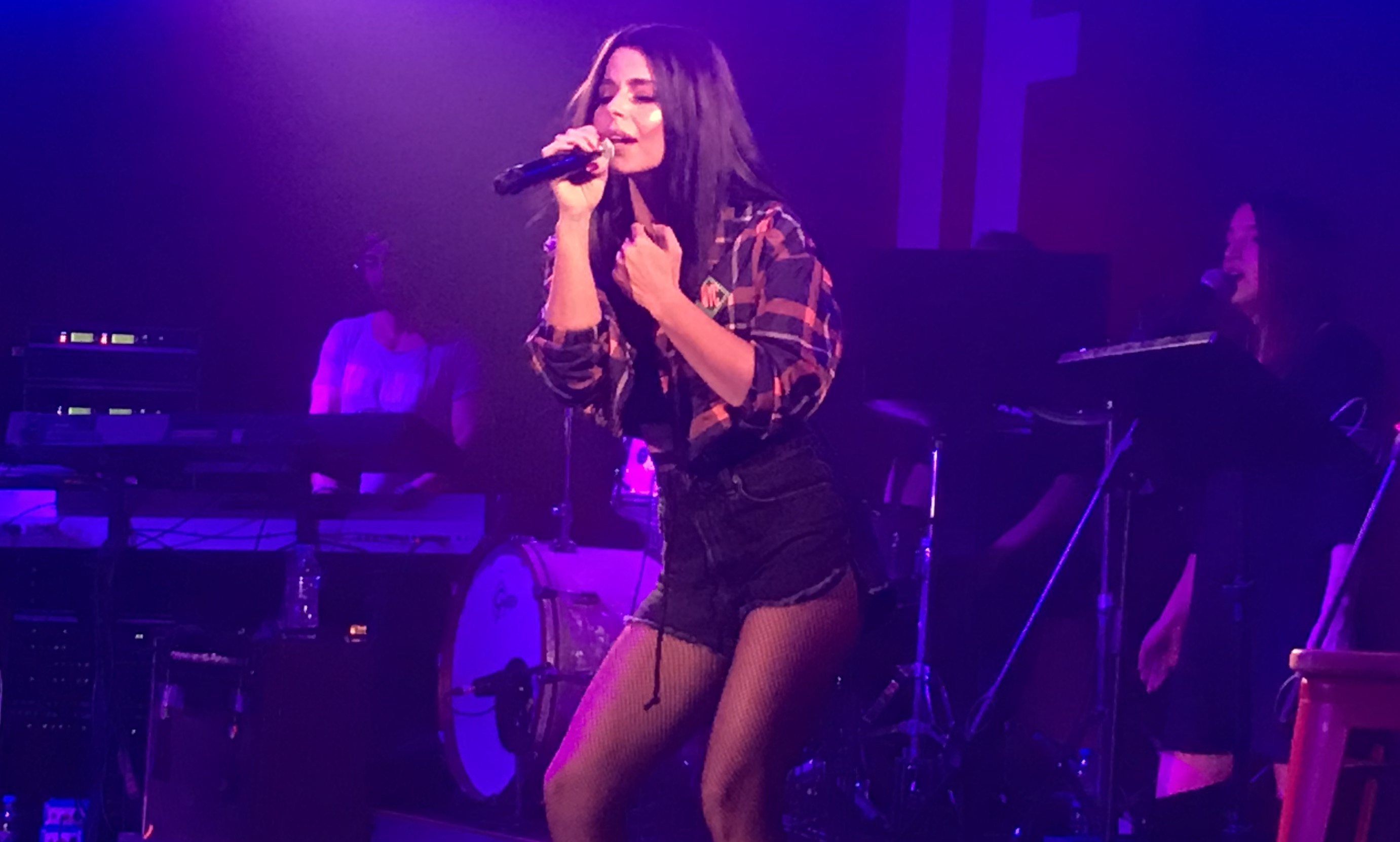
سیمگه ساعین در حال اجرای کنسرت

سیمگه یک سوپرانو است. وی در مصاحبه ای در سال ۲۰۱۱، دربارهٔ سبک موسیقی خود گفت و گفت که سعی کرده‌است «کمی از موسیقی ترکی را که با عناصر مدرن در آهنگ‌های [آمیخته اش] مخلوط شده‌است استفاده کند؛ بنابراین آهنگ‌ها هم غربی و هم شرقی هستند.» وی از سزن آکسو به عنوان منبع الهام خود نام برد. مایک سیسمن از میلیت همچنین در مورد سبک موسیقی این هنرمند اظهار داشت: «امثال سیمگه که سبک غربی را ترجیح می‌دهند اما از عناصر شرقی نیز در موسیقی خود استفاده می‌کنند، به‌طور خودکار مورد علاقه و آغوش قرار می‌گیرند و می‌توانند توجه همه را به خود جلب کنند.»

## دیسکوگرافی
آلبوم‌ها
آلبوم‌های استودیویی
| لیست آلبوم‌ها |                                                                      |
| آلبوم        | دربازه آلبوم                                                         |
| Ben Bazen    | تاریخ انتشار: ۱ ژوئن 2018 (TR) برچسب: DMC قالب: CD · بارگیری دیجیتال |

پخش شده‌های طولانی
| لیست نمایشنامه‌ها |                                                                       |
| آلبوم            | دربازه آلبوم                                                          |
| Yeni Çıktı       | تاریخ انتشار: ۴ مارس 2011 (TR) برچسب: کایا قالب: CD · بارگیری دیجیتال |

تک آهنگ‌ها
| لیست تک آهنگ‌ها، تاریخ انتشار و نام آلبوم |      |     |            |
| آهنگ‌ها                                   | سال  | اوج | آلبوم      |
| آهنگ‌ها                                   | سال  | TR  | آلبوم      |
| "Bip Bip"                                | ۲۰۱۴ | —   | بدون آلبوم |
| "Miş Miş"                                | ۲۰۱۵ | ۱   | بدون آلبوم |
| "Yankı"                                  | ۲۰۱۶ | ۲   | بدون آلبوم |
| "Kamera"                                 | ۲۰۱۶ | —   | بدون آلبوم |
| "Prens & Prenses"                        | ۲۰۱۷ | —   | بدون آلبوم |
| "Üzülmedin mi?"                          | ۲۰۱۷ | ۴   | Ben Bazen  |
| "Ben Bazen"                              | ۲۰۱۸ | ۳   | Ben Bazen  |
| "Öpücem"                                 | ۲۰۱۸ | ۱   | Ben Bazen  |
| "As Bayrakları"                          | ۲۰۱۹ | ۶   | بدون آلبوم |